# Bellardia heilongjiangensis
Bellardia heilongjiangensis är en tvåvingeart som beskrevs av Fan, Gan, Fang, Zheng, Chen och Tao 1997. Bellardia heilongjiangensis ingår i släktet Bellardia och familjen spyflugor.
Artens utbredningsområde är Heilongjiang (Kina). Inga underarter finns listade i Catalogue of Life.